# 맥스 게일

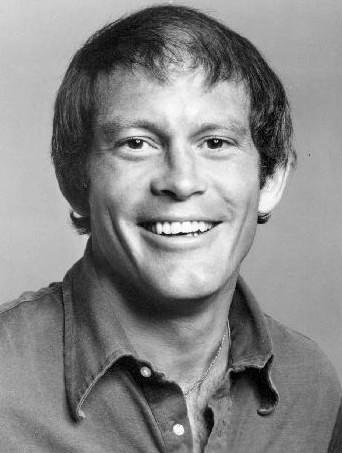

맥스 게일(Max Gail, 1943년 4월 5일 ~ )은 미국의 배우, 연극 배우, 텔레비전 배우, 영화배우이다.
디트로이트에서 태어났다.

## 영화
- 더 히어로 (2017년) - 게리 배브콕 역
- 언더독 키즈 (2015년)
- 그리움과 함께 사는 법 (2015년) - 칼 역
- 프론티어 (2014년)
- 인 메모리 (2014년)
- 유 돈 노우 잭: 잭 수 스토리 (2009년)
- 저지먼트 데이 (1999년)
- 굿 럭 (1996년) - 존 역
- 숲속의 전사 (1996년)
- 데들리 타겟 (1994년)
- 해피 투어 (1994년) - 제롬 역
- 모털 피어 (1994년)
- 위험한 거래 (1994년)
- 시티 레인져 (1993년)
- 스트리트 크라임스 (1992년)
- 베일 속의 사라 (1992년)
- 애상의 연인 (1985년)
- 추억의 간주곡 (1985년)
- 비통한 사람들 (1984년)
- 컴퓨터 제로 작전 (1983년)
- DC 택시 (1983년)
- 11번째 희생자 (1979년)
- 더티 해리 (1971년)
- 우리 생애 나날들 (1965년)